# Bolitoglossa capitana
Espèce
Statut de conservation UICN

 CR B2ab(iii) : 
En danger critique
Bolitoglossa capitana est une espèce d'urodèles de la famille des Plethodontidae.

## Répartition
Cette espèce est endémique du département de Cundinamarca en Colombie. Elle n'est connue que par six spécimens de Albán, sa localité type, à 50 km au nord-ouest de Bogota à 1 780 m d'altitude et elle a été observée par un étudiant colombien en 2000 dans un autre site localisé 20 km plus au nord.

## Description
Les femelles mesurent jusqu'à 86 mm.

## Publication originale
- Brame & Wake, 1963 : The salamanders of South America. Contributions in Science. Natural History Museum of Los Angeles County, no 69, p. 1-72 (texte intégral).